# Puccinia major
Puccinia major är en svampart som beskrevs av Dietel 1894. Puccinia major ingår i släktet Puccinia och familjen Pucciniaceae.   Inga underarter finns listade i Catalogue of Life.